# Stefan Szymczykiewicz

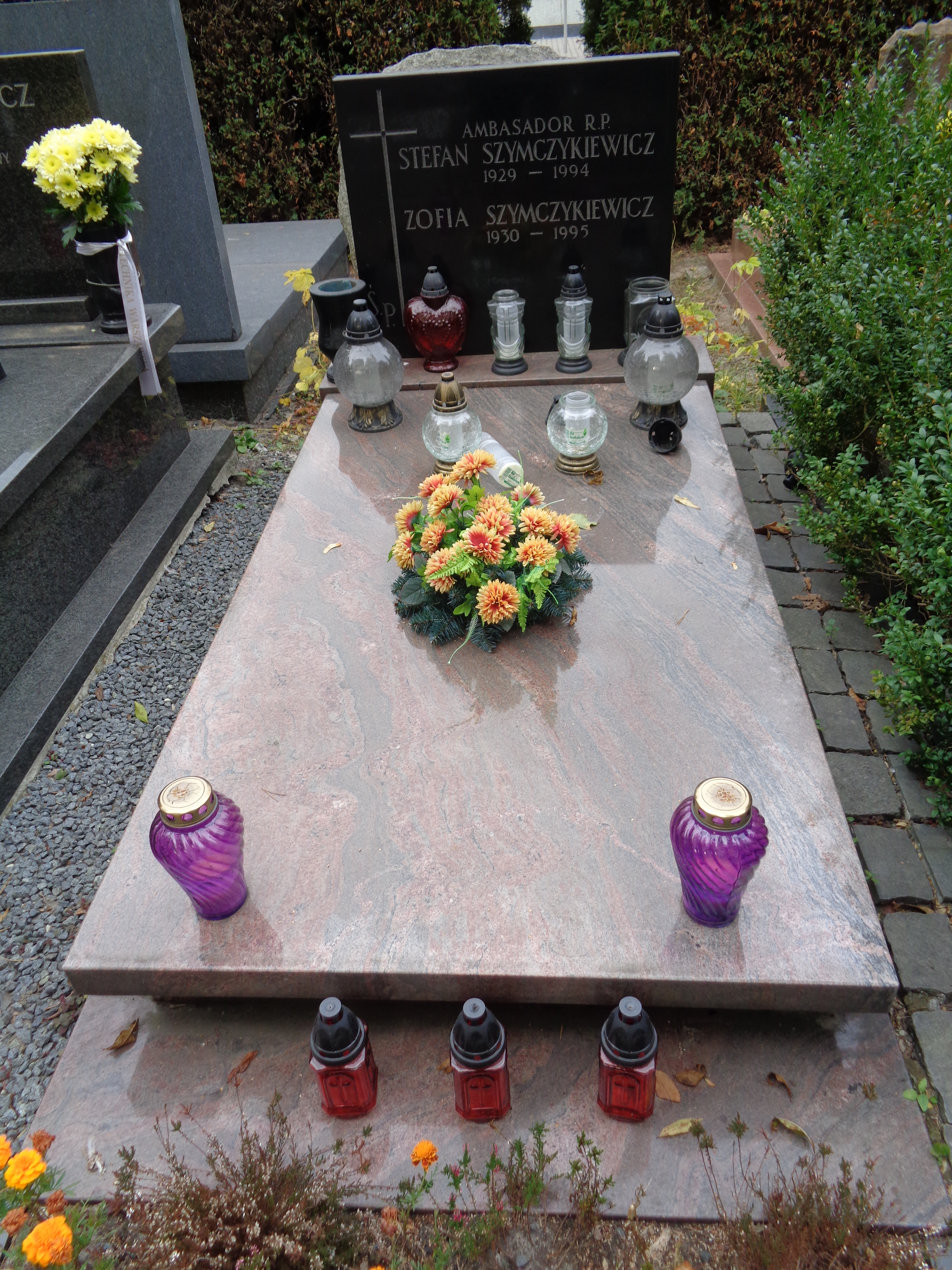
Grób na Powązkach Wojskowych

Stefan Marian Szymczykiewicz (ur. 2 sierpnia 1929 w Krakowie, zm. 10 sierpnia 1994) – oficer wywiadu PRL, dyplomata; ambasador w Iranie (1988–1992).

## Życiorys
Pochodził z Wieliczki, z rodziny górników solnych. Absolwent Wydziału Dziennikarstwa Uniwersytetu Jagiellońskiego. W 1954, jako wyróżniający się działacz partyjny został skierowany do szkoły wywiadu. W strukturach Ministerstwa Spraw Wewnętrznych doszedł do stopnia pułkownika i stanowiska zastępcy dyrektora gabinetu Ministra.
Od 1955 pracownik służby dyplomatyczno-konsularnej Ministerstwa Spraw Zagranicznych. Od 1955 do 1961 był oficerem operacyjnym pod przykryciem referenta i attaché prasowego ambasady w Waszyngtonie, a w latach 1965–1969 w ambasadzie PRL w Londynie. W latach 70. w ambasadzie w Tokio, w tym jako jej chargé d’affaires (1975–1976). Doradca ministra SZ w latach 1987–1988. Od 14 lipca 1988 do 1994 ambasador PRL/RP w Iranie.
Żonaty z Zofią Felicją z domu Sporn (1930–1995). Pochowany na Cmentarzu Wojskowym na Powązkach (kwatera A3-tuje-2-43).